# Eupithecia simplex
Eupithecia simplex là một loài bướm đêm trong họ Geometridae.